# Alto Mutum Preto
Alto Mutum Preto é um distrito do município brasileiro de Baixo Guandu, no interior do estado do Espírito Santo. Segundo o censo demográfico de 2022, realizado pelo Instituto Brasileiro de Geografia e Estatística (IBGE), sua população era de 1 637 habitantes e havia 575 domicílios particulares permanentes ocupados. Foi criado com território desmembrado do distrito de Mascarenhas (atual Quilômetro 14 do Mutum) pela lei estadual nº 752 de 30 de novembro de 1953.
De acordo com o IBGE, em 2010 a população era de 1 823 habitantes e havia 747 domicílios particulares.